# Ejeme
Ejeme – gmina w Hiszpanii, w prowincji Salamanka, w Kastylii i León, o powierzchni 17,46 km². W 2011 roku gmina liczyła 151 mieszkańców.